# Make It Work
Make It Work è un singolo del rapper statunitense Tyga, pubblicato il 27 ottobre 2014 su etichetta Young Money Entertainment.

## Tracce
1. Make It Work – 3:08